# Aparank
Aparank ou Aparanq (en arménien Ապարանք), ou encore Sainte-Croix d'Aparank, est un monastère arménien situé en dehors des frontières arméniennes, en Turquie (province de Van), près de la ville de Bahçesaray, l'ancienne Moks (province historique de Mokk).
Ce monastère est fondé au Xe siècle pour abriter une relique de la Vraie Croix. Restauré et agrandi au XVIIe siècle, il est abandonné lors de la première moitié du XIXe siècle. Il se compose des églises Sourp Hovhannes Karapet (« Saint-Jean-Baptiste ») et Sourp Astvatsatsin (« Sainte-Mère-de-Dieu »), des chapelles Sourp Stepannos (« Saint-Étienne ») et Sourp Arakelots (« Saints-Apôtres »), d'un gavit, d'une fontaine et d'une hôtellerie.

## Situation géographique
Pour un article plus général, voir Mokk.
Le monastère d'Aparank est situé sur le haut-plateau arménien, à 2 400 m d'altitude, sur le versant sud-ouest du Vankin Dağ (Sarikhats). Il se dresse au nord-ouest de la localité d'Aparank (la Veras actuelle des Kurdes), à 20 km au sud de Bahçesaray, l'ancienne Moks, dans la province de Van, en Turquie du sud-est.
Historiquement, le complexe est situé dans le canton de Mamrtank ou Mirĵa de la province de Mokk, une des quinze provinces de l'Arménie historique selon le géographe arménien du VIIe siècle Anania de Shirak.

## Histoire
La fondation du monastère est connue en raison du panégyrique rédigé pour l'occasion par Grégoire de Narek, l’Histoire de la Sainte-Croix d'Aparank.
Cette fondation est liée à la remise d'une relique de la Vraie Croix par les empereurs byzantins Basile II et Constantin VIII, en signe de rapprochement avec le royaume de Vaspourakan, auquel la province de Mokk est intégrée depuis le règne de Gagik Ier de Vaspourakan. La relique est dans un premier temps abritée par Sourp Hovhannes Karapet, l'église fondée vers 950 par l'abbé Davit, dont la sainteté serait à l'origine de l'offre des empereurs selon Grégoire de Narek. Elle est ensuite transférée dans Sourp Astvatsatsin, l'église érigée par son successeur, l'abbé et évêque Stepannos, laquelle est solennellement consacrée en 983, en présence d'Achot-Sahak de Vaspourakan et de ses frères Gourgen-Khatchik et Sénékérim-Hovhannès.
Centre culturel important au XVe siècle, le monastère est rénové en 1629 et agrandi dans les années suivantes sous l'abbé Siméon.
Il est abandonné au début du XIXe siècle et transformé en ferme par des Kurdes dans sa seconde moitié. Sa staurothèque en or a disparu.

## Bâtiments
Pour un article plus général, voir Architecture arménienne.
Aparank se compose des églises Sourp Hovhannes Karapet et Sourp Astvatsatsin, des chapelles Sourp Stepannos et Sourp Arakelots, d'un gavit, d'une fontaine et d'une hôtellerie.
Fondée vers 950, Sourp Hovhannes Karapet (« Saint-Jean-Baptiste ») est l'église la plus ancienne du monastère et est située à 150 m au nord-ouest des autres bâtiments ; il s'agit d'un petit triconque inscrit dans un rectangle, sans pièce d'angle, construit en schiste à l'extérieur mais en brique à l'intérieur. Elle est couverte d'une voûte en berceau à doubleau. Une mononef peut-être antérieure lui est adjointe au sud.
Consacrée en 983, Sourp Astvatsatsin (« Sainte-Mère-de-Dieu ») est une croix inscrite cloisonnée ouverte surmontée d'un tambour, octogonal à l'extérieur mais cylindrique à l'intérieur, à coiffe conique ; les murs de l'église, en pierre, sont ornés de bandes de briques. Le bâtiment est percé de trois portes, respectivement vers Sourp Stepannos, le gavit et Sourp Arakelots, la deuxième étant en accolade et ornée de stalactites. L'intérieur de l'église était décoré de peintures hagiographiques dont il ne subsiste que l'enduit.
Deux chapelles mononefs contemporaines, Sourp Stepannos (« Saint-Étienne ») et Sourp Arakelots (« Saints-Apôtres ») sont accolées respectivement à sa façade méridionale et à sa façade septentrionale. Adossé à sa façade occidentale, le gavit est érigé au XVIIe siècle sur un autre du Xe siècle et est du type à quatre piliers centraux.
Enfin, une fontaine a été érigée en 1650 au nord de ces bâtiments ; il s'agit d'un cube ouvert à l'ouest par un arc orné de deux serpents et à la couverture supportée par deux arcs en diagonale.